# Rapgra
Rapgra.com – największy polski serwis o amerykańskim rapie. Serwis został założony w 2004 roku przez Krzyśka Prażanowskiego. Z newsów serwisu korzystają Onet.pl, cgm.pl, interia.pl, gery.pl, Magazyn hip-hop, Bimber.pl i inne serwisy.
Magazyn współpracuje z DosDeDos, ITI Cinema, Wielkie Joł, Embargo Nagrania, Agencją PLEJ, Magazynem Klan, Vabank Records, Maken Sound System i wieloma agencjami koncertowymi - Best Promotion, Knockout, Minta, Konkret Promo czy Lionstage.
Serwis Rapgra patronował wielu imprezom muzycznym i sportowym. Promowała m.in.: HipHop Kemp – największy festiwal hip-hopowy w Europie, towarzyszyła polskim trasom Gentlemana, The Beatnuts, Killa Kella i Spit Kingdom, koncertom Fatman Scoop, Hieroglyphics, Lone Catalysts, Jeru The Damaja, Group Home, Freddie Mc Gregor, Daara J, Nucleus Roots, Caveman Sound i ponad pół tysiącu innych wydarzeń.
Na koncercie urodzinowym serwisu zagrali raperzy z legendarnej amerykańskiej grupy Wu-Tang Clan. Patronat nad koncertem objęły m.in. VIVA Polska i magazyn „Ślizg”.
Co roku w styczniu odbywa się głosowanie w Rapgra Awards. O akcji informowały największe polskie media, m.in. Onet.pl (główna strona portalu), o2.pl, interia.pl, hip-hop.pl oraz Radio Eska.
Integralną częścią serwisu jest radio internetowe grające przez całą dobę muzykę soul/funk/reggae/r’n’b/rap/jazz/2step. Nadawane w technologii AAC+ w jakości 64kb/s 44.1khz jest pierwszym radiem w Polsce działającym w tym formacie. 16 listopada 2005 roku radio uzyskało licencję ZAiKS, pozwalającą na legalne nadawanie sygnału radiowego w całej Polsce. Radio było jednym z bohaterów magazynu Firma w TVN24.